# میو کودو
میو کودو (انگلیسی: Mio Kudo؛ زادهٔ ۸ اکتبر ۱۹۹۹) مدل، بازیگر خردسال، شخصیت‌های تلویزیونی در ژاپن، و بازیگر اهل ژاپن است. وی از سال ۲۰۰۹ میلادی تاکنون مشغول فعالیت بوده‌است.